# Фантазии Фарятьева (спектакль)
«Фантазии Фарятьева» — спектакль российского театра «Приют комедианта» по мотивам одноимённой пьесы Аллы Соколовой. Его премьера состоялась 21 декабря 2018 года.

## Сюжет
Главная героиня Александра, только что пережившая разрыв с любимым человеком, вынуждена зарабатывать частными музыкальными уроками. В её жизни появляется врач-стоматолог Павел Фарятьев, чудаковатый и неловкий человек. Он объясняется Александре в любви. Мать и младшая сестра Александры настаивают на том, что она должна выйти за него замуж, но она никак не может обрести душевное равновесие и решить, как жить дальше. Чувство к бывшему возлюбленному не отпускает её, да и новый поклонник не вызывает у неё особой симпатии.

## В ролях
- Андрей Шимко — Павел Фарятьев
- Анастасия Грибова — Александра
- Ирина Соколова — тётя
- Елена Ложкина — мама
- Ксения Плюснина — Люба

## Критика
Марина Дмитревская в своей рецензии отмечала неудачную в целом игру Шимко и Грибовой, а также написала: «Эксцентрика, положенная в основу спектакля вместо обычной лирики, понятна: сколько можно плакать вместе с дождём? Написано „трагикомедия“, её и сыграем. Но, обделённые драматизмом, став комическими без „траги“, герои деревенеют и оказываются малоинтересными, одномерными. Кроме Любы в сильном и самобытном исполнении Ксении Плюсниной».
Театральный критик Юлия Иванова в издании «Петербургский авангард», напротив, посчитала, что «недостаточно найти комичное в трагедии — это должно быть подано изысканно и верно. Наталии Лапиной и артистам удалось прийти к точному звучанию».
Софья Козич («Фонтанка.ру»): «В трактовке Натальи Лапиной это ироничный и трогательный рассказ о судьбе четырёх одиноких женщин».